# Romnensky (huyện)
Huyện Romnensky (tiếng Nga: ? райо́н) là một huyện hành chính tự quản (raion), của Tỉnh Amur, Nga. Huyện có diện tích 10338 km², dân số thời điểm ngày 1 tháng 1 năm 2000 là 13200 người. Trung tâm của huyện đóng ở Romny.